# Fable: The Journey
Fable: The Journey is een actierollenspel (ARPG) die gebruikmaakt van Kinect. Het spel werd tijdens de E3 van 2011 aangekondigd als een spin-off in de Fable-serie en werd uitgegeven op 9 oktober 2012 voor op de Xbox 360.

## Gameplay
De speler moet vijanden verslaan door middel van magie. Door middel van handbewegingen kan de speler een groot aantal krachten gebruiken, waaronder een bliksemschicht. Wanneer vijanden gedood worden, laten ze experience points vallen waarmee de speler de krachten sterker kan maken. Een groot deel vindt plaats op de rug van een paard. De speler moet door middel van handbewegingen de teugels vastpakken en het paard in de goede richting sturen. Tevens moet het paard verzorgd en gevoed worden.

## Ontvangst
| Beoordeeld door                | Datum           | Score |
| ------------------------------ | --------------- | ----- |
| Hardcore Gamer Magazine        | 9 oktober 2012  | 80%   |
| Cheat Code Central             | 9 oktober 2012  | 76%   |
| Spazio Games                   | 10 oktober 2012 | 70%   |
| Jeuxvideo.com                  | 16 oktober 2012 | 65%   |
| XGN                            | 2 december 2012 | 60%   |
| Canadian Online Gamers Network | 2012            | 59%   |
| Level 7                        | 20 oktober 2012 | 50%   |
| Everyeye.it                    | 9 oktober 2012  | 50%   |
| ZTGameDomain                   | 2 november 2012 | 45%   |
| Eurogamer.se                   | 2 november 2012 | 40%   |